# Wilhelm Tewes
Wilhelm Tewes (* 16. September 1878 in Koblenz; † 8. Oktober 1957 in Warburg) war ein deutscher Kommunalpolitiker und ehrenamtlicher Landrat (Zentrum, später CDU).

## Leben
Wilhelm Tewes besuchte die Volksschule in Westerburg und anschließend das humanistische Gymnasium in Hadamar. Anschließend studierte er Philosophie, Theologie und Volkswirtschaft in Münster, München, Breslau und Erlangen, legte das erste und zweite Staatsexamen ab und wurde 1909 promoviert.  Er war Mitglied der katholischen Studentenverbindungen KStV Germania Münster, KStV Franko-Borussia Breslau und KStV Askania Berlin im KV.  Von 1904 bis 1906 war Tewes als wissenschaftlicher Hilfsarbeiter bei verschiedenen Versicherungsgesellschaften tätig. Von 1906 bis 1914 war er Geschäftsführer des Verbandes katholischer kaufmännischer Vereinigungen Deutschlands (KVV) in Essen. Von 1914 bis 1918 nahm er am Ersten Weltkrieg teil, wurde 1914 verwundet und erhielt 1916 das Eiserne Kreuz 1. Klasse. Nach dem Ersten Weltkrieg arbeitete Tewes wieder für den KVV, ab 1920 ehrenamtlich. 1920 war er als Syndikus in Düsseldorf tätig, ab 1928 als Gesellschafter einer Firma in Köln. Außerdem war er Redakteur der Zeitschrift Merkuria. Blätter für katholische Kaufleute und Angestellte in Handel und Industrie. Er war verheiratet und hatte fünf Kinder.
1918 wurde Tewes als Nachfolger von Georg Wellstein ins Preußische Abgeordnetenhaus gewählt. Von 1919 bis 1921 war Tewes für die Zentrumspartei Mitglied der Verfassunggebenden Preußischen Landesversammlung.
1945 gehörte Tewes zu den Mitbegründern des CDU-Kreisverbandes Brilon. Zehn Jahre lang war er bis 1955 Vorsitzender des CDU-Kreisverbandes. Mitglied des Kreistages des Landkreises Brilon war er vom 15. März 1946 bis zum 24. Oktober 1946 und während des gleichen Zeitraumes war Tewes Landrat des ehemaligen Landkreises Brilon. 

## Ehrungen
Wilhelm Tewes war Ritter des päpstlichen Ordens vom heiligen Silvester.